# إيفانز ماري
إيفانز ماري (بالفرنسية: Evans Marie)‏ هو منافس ألعاب قوى سيشلي، ولد في 5 مارس 1983.

## وصلات خارجية
- إيفانز ماري على موقع الاتحاد الدولي لألعاب القوى (الإنجليزية)
- إيفانز ماري على موقع أوليمبيديا (الإنجليزية)
- إيفانز ماري على موقع اتحاد ألعاب الكومنولث (مؤرشف) (الإنجليزية)